# Frederico Pinheiro
Frederico Pinheiro (ur. 17 kwietnia 1901 w Rio de Janeiro) – piłkarz brazylijski grający na pozycji napastnika.
Frederico całą karierę piłkarską spędził w klubie Bangu AC, gdzie grał w latach w 1918–1926. Podczas kariery nie osiągnął większych sukcesów. W barwach Bangu zagrał w 97 meczach i strzelił 25 bramek. W latach 1926–1927 był zawodnikiem CR Flamengo.
Barata wziął udział w turnieju Copa América 1921. Brazylia zajęła drugie miejsce, a Barata zagrał we wszystkich trzech meczach turnieju z Urugwajem i Paragwajem. Były to jedyne jego występy w barwach canarinhos.